# Laxforsen öst
Laxforsen öst utgör den östra delen delen av bebyggelsen i orten Laxforsen, söder om älven, i Kiruna kommun. Vid avgränsningen 2020 klassades denna bebyggelse som en del av tätorten Laxforsen, men vid avgränsningen 2023 räknades den som en separat småort.